# Kazuma Kaya
Kazuma Kaya (japanisch 萱 和磨, Kaya Kazuma; * 19. November 1996 in Funabashi) ist ein japanischer Kunstturner.

## Leben und Karriere
Kaya begann 2004 mit Kunstturnen, inspiriert von Hiroyuki Tomita und dem japanischen Turnteam der Olympischen Spiele 2004 in Athen, die er im Fernsehen bewunderte. Er besuchte die Städtische Oberschule Narashino und studierte dann Sportwissenschaft an der Juntendō-Universität in Tokio. Heute arbeitet er an seiner Dissertation (Stand 2023).
Kaya gewann 2015 bei den Turnweltmeisterschaften in Glasgow, seinem internationalen Debüt, zusammen mit seinen Teamkollegen eine Goldmedaille im Mannschaftsmehrkampf mit 270,818 Punkten. Sein Anteil daran war eine Note von 15,400 Punkten am Pauschenpferd. Mit 15,500 Punkten erkämpfte er auch die Bronzemedaille im Wettbewerb Pauschenpferd.
2016 verpasste er knapp die Qualifikation für die Olympischen Spiele und verfolgte sie vor Ort als Zuschauer.
2018 kam Kaya bei den Turnweltmeisterschaften im Mannschaftsmehrkampf auf den dritten Platz. Er nahm auch an den Turnweltmeisterschaften 2019 teil und konnte im Mannschaftsmehrkampf wieder die Bronzemedaille gewinnen. Außerdem belegte er am Barren auch den dritten Platz, während er am Pauschenpferd auf den fünften Platz kam.
Bei der Sommer-Universiade 2019 in Neapel gewann Kaya zwei Goldmedaillen, eine im Mannschaftsmehrkampf und eine im Einzelmehrkampf, sowie eine Silbermedaille am Boden. 2023 nahm er an den Summer World University Games 2021 in Chengdu teil und konnte wieder mehrere Medaillen gewinnen: Gold im Boden-Wettbewerb, Silber in der Mannschaftsmehrkampfwettbewerb und Bronze am Barren und im Einzelmehrkampf.
Das Jahr 2021 war für Kaya von Erfolg geprägt. Er war Kapitän der japanischen Herrenmannschaft, die bei den Olympischen Sommerspieilen 2020, die wegen der COVID-19 Pandemie erst 2021 stattfanden, und gewann die Silbermedaille im Mannschaftsmehrkampf mit 262,397 Punkten und einem Abstand von nur 0,103 Punkten zum erstplatzierten Team der russischen Delegation. Mit ihm standen Daiki Hashimoto, Takeru Kitazono und Wataru Tanigawa auf dem Podest. Außerdem erhielt Kaya die Bronzemedaille am Pauschenpferd mit 14,900 Punkten. Auch die Turnweltmeisterschaften 2021 in Kitakyūshū waren für Kaya erfolgreich, er gewann die Silbermedaille am Pauschenpferd und kam auf den 6. Platz am Boden und am Barren.
Er nahm 2023 beim FIG Artistic World Cup in Cottbus teil, wo er am Boden auf den zweiten und am Barren auf den dritten Platz kam.
Bei den Turnweltmeisterschaften 2023 erreichte Kaya abermals die Goldmedaille im Mannschaftsmehrkampf mit 255,594 Punkten, im Team mit Kenta Chiba, Daiki Hashimoto, Kazuki Minami und Kaito Sugimoto. Am Barren kam er mit 14,733 Punkten auf den 4. Platz.
Bei den Olympischen Sommerspielen 2024 gewann Kaya zusammen mit seinen Teamkollegen Daiki Hashimoto, Wataru Tanigawa, Shinnosuke Oka und Takaaki Sugino im Mannschaftswettbewerb mit 259,594 Punkten die Goldmedaille.
Kaya wird in seinem Verein Central Sports von Yoshihiro Saito und in der Nationalmannschaft von Hisashi Mizutori trainiert. Sein Idol ist der japanische Samurai Toyotomi Hideyoshi und sein Vorbild im Sport der japanische Turner Hiroyuki Tomita.
Kaya ist seit Januar 2023 verheiratet.

## Auszeichnungen
2014 wurde Kaya der Narashino Mayor Award überreicht. 2015 und 2021 erhielt er den Inzai Citizen Honorary Award für seine sportlichen Leistungen. Außerdem wurde er 2021 auch mit dem Chiba Citizen Honorary Award ausgezeichnet.